# Gotisches Haus (Bad Homburg)

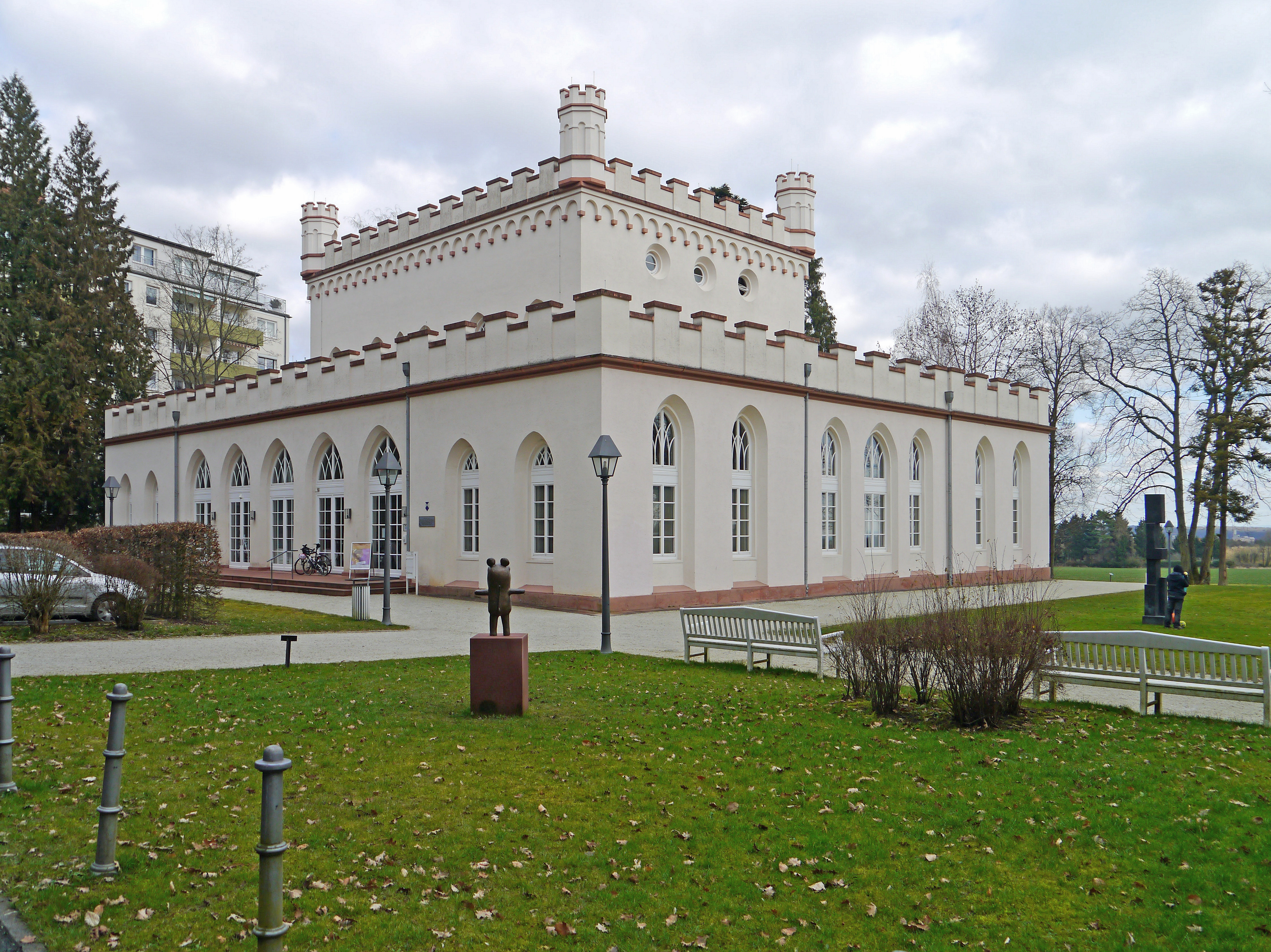
Gotisches Haus (Eingangsseite von Nordwest)

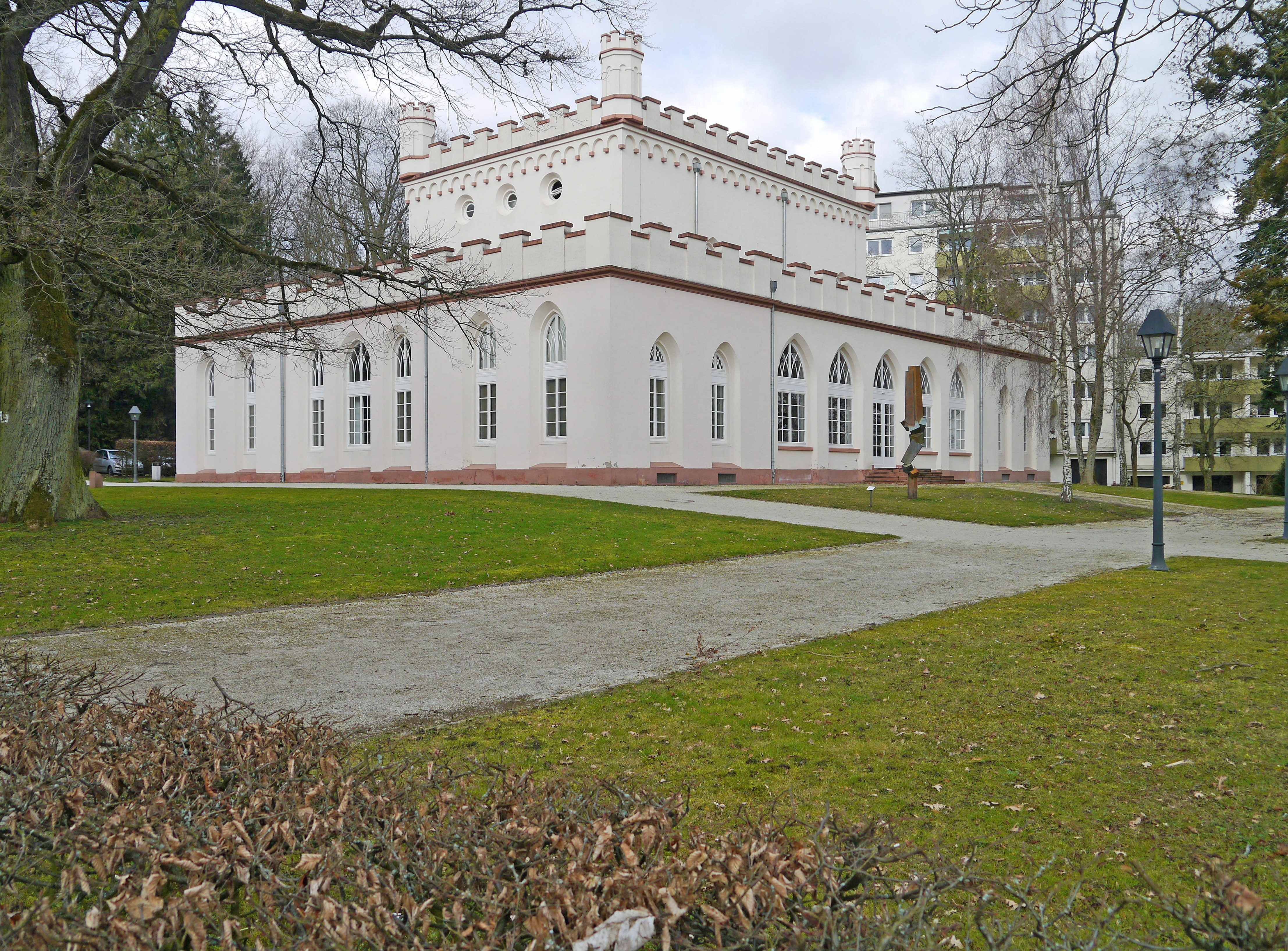
Ansicht von Südwest

Das Gotische Haus an der Stadtgrenze von Bad Homburg, im Stadtteil Dornholzhausen, ist ein ehemaliges Jagdschloss, welches seit 1985 das kulturhistorische Museum der Stadt beherbergt.

## Geschichte

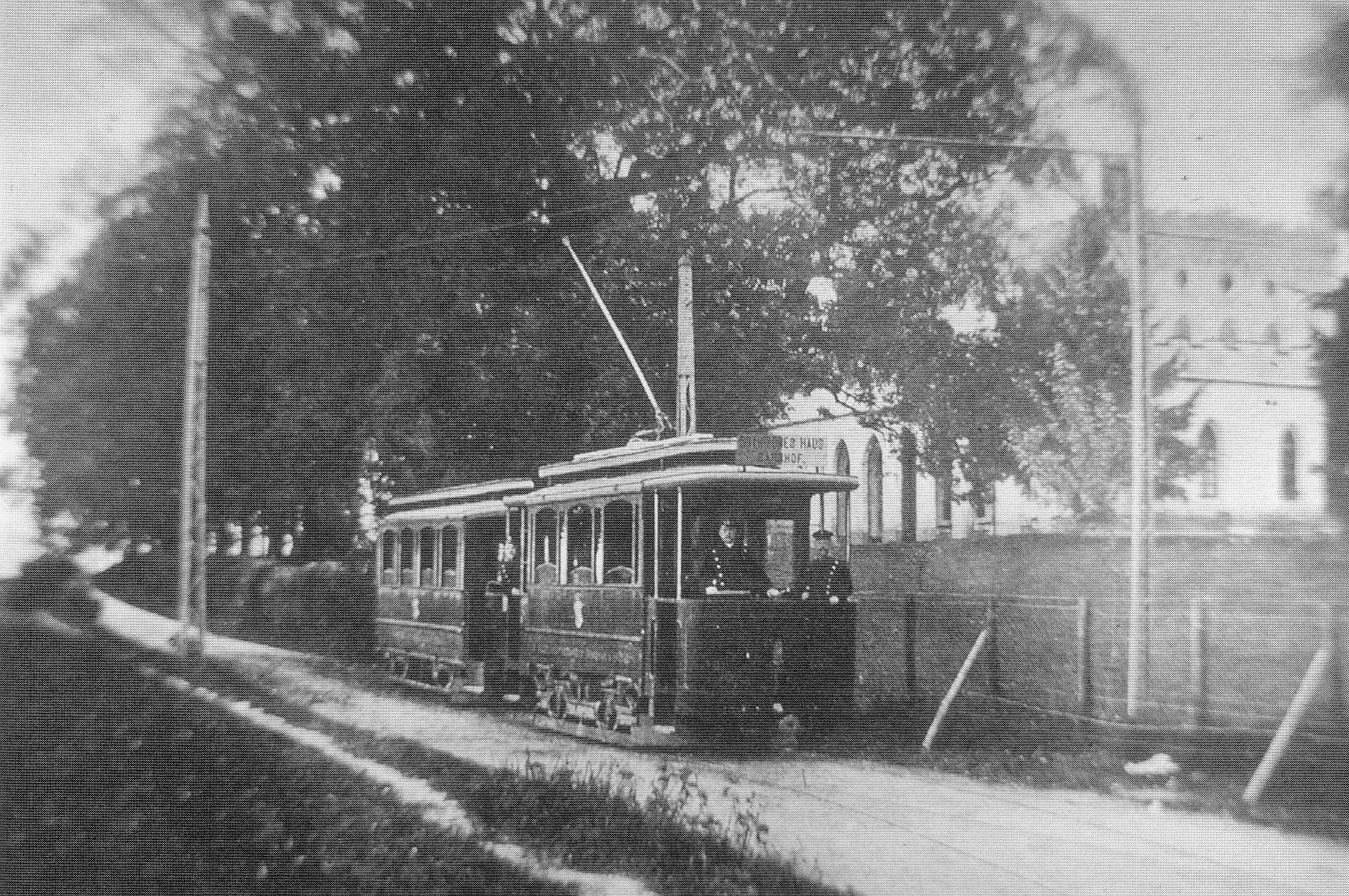
Homburger Straßenbahn um 1900 am Gotischen Haus

Landgräfin Elisabeth ließ das Gotische Haus ab 1823 für ihren Gatten, den Landgrafen Friedrich VI., im neugotischen Stil errichten. Der Grundstein wurde am 17. April 1823 in das Fundament eingemauert. Das Jagdschloss liegt am Ende der Tannenwaldallee, welche eine direkte Verbindung zwischen dem Bad Homburger Schloss und dem Gotischen Haus herstellt, und war Teil der landgräflichen Gärten.
Elisabeth, deren Mitgift den Bau erst ermöglichte, plante es als repräsentative Lokation für Feste und Ausflüge des Landgrafen. Von wem der Entwurf stammt, ist nicht bekannt. Friedrich Lotz vermutet den Architekten Jeffry Wyatville – Schöpfer des Ausbaus von Windsor Castle. Die Bauleitung oblag Georg Moller. Am 9. November 1823 stürzte ein Gerüst um und begrub acht Arbeiter unter sich. Alle wurden verletzt, einer starb an den Unfallfolgen. Die Landgräfin ließ daraufhin die Bauarbeiten einstellen.
Das Gotische Haus ging 1860 in den Besitz der landgräflichen Forstverwaltung über, die aber nur einige Räume nutzte, die anderen standen zur Besichtigung und Vermietung zur Verfügung. Dies änderte sich auch nach 1866 nicht, als Hessen-Homburg als Folge des Krieges von 1866 preußisch wurde. Allerdings war ein Teil des Gebäudes der Benutzung durch den preußischen Königshof vorbehalten.
Kaiser Wilhelm II. wollte beim Weiterverkauf an einen Gastwirt den „Denkmalschutz grundbuchlich sichern“ lassen; warum dies nicht geschah, ist ungeklärt. Der neue Besitzer ließ 1929 durch Einziehen einer Zwischendecke und weitere bauliche Veränderungen das Haus in ein Hotel mit Restaurant- und Cafébetrieb umgestalten. Das Jagdschloss war eine bei den Bad Homburgern beliebte Ausflugs- und Erholungsstätte und von 1899 bis 1923 an das Liniennetz der Bad Homburger Straßenbahn angebunden.
Nach dem Zweiten Weltkrieg begann der langsame Niedergang des Hauses durch mehrere Besitzerwechsel. Für viele alte Homburger war die Einrichtung der Diskothek „Ponderosa Saloon“ der endgültige Tiefpunkt.
1968 wurde das Gelände vom nunmehrigen Besitzer, dem Obertaunuskreis, an den Frankfurter Immobilienspekulanten Jan Lipinski verkauft und das Gebäude schien unrettbar verloren. Dazu kam noch die Errichtung zweier siebenstöckiger Hochhäuser unmittelbar neben dem Gotischen Haus. Die „Personalwohnungen“ für ein geplantes Hotel sind zwei Bausünden, die sich auch heute noch nicht in das Orts- und Landschaftsbild einfügen.
1977 wurde das Gotische Haus buchstäblich „in letzter Minute“ in das Denkmalbuch eingetragen. 1980, nach dem Konkurs Lipinskis, ging das Gelände in den Besitz einer Grundstücksverwaltung in Frankfurt über.
Nach einem Brand am 9. Dezember 1980 wurde das Jagdschloss ab 1981 komplett restauriert. Seit 1985 beherbergt es das kulturhistorische Museum der Stadt mit wechselnden Sonderausstellungen. Das Museum hat ständige Abteilungen zur Geschichte der Stadt und der Landgrafschaft Hessen-Homburg, zu Kunst, Mode und Kopfbedeckungen („Hutmuseum“) sowie ein Münzkabinett und ein Café. Im Mittelpunkt der Hut-Ausstellung steht der bekannte „Homburg“. Von 1985 bis Juni 2017 befand sich ebenfalls das Stadtarchiv von Bad Homburg im Gotischen Haus. „Das Gedächtnis der Stadt Homburg“ ist im Sommer 2017 in die Villa Wertheimber im Gustavsgarten umgezogen.
Das Gotische Haus ist heute ein Kulturdenkmal nach dem Hessischen Denkmalschutzgesetz.

## Historisches Stadt-Museum
Hier wird die Geschichte der Landgrafen, der Stadt und des Bade- und Kurbetriebes gezeigt. Das Museum wurde bereits 1916 als „Städtisches historisches Museum“ gegründet, kam jedoch erst 1985 an seinen jetzigen Standort im Gotischen Haus.

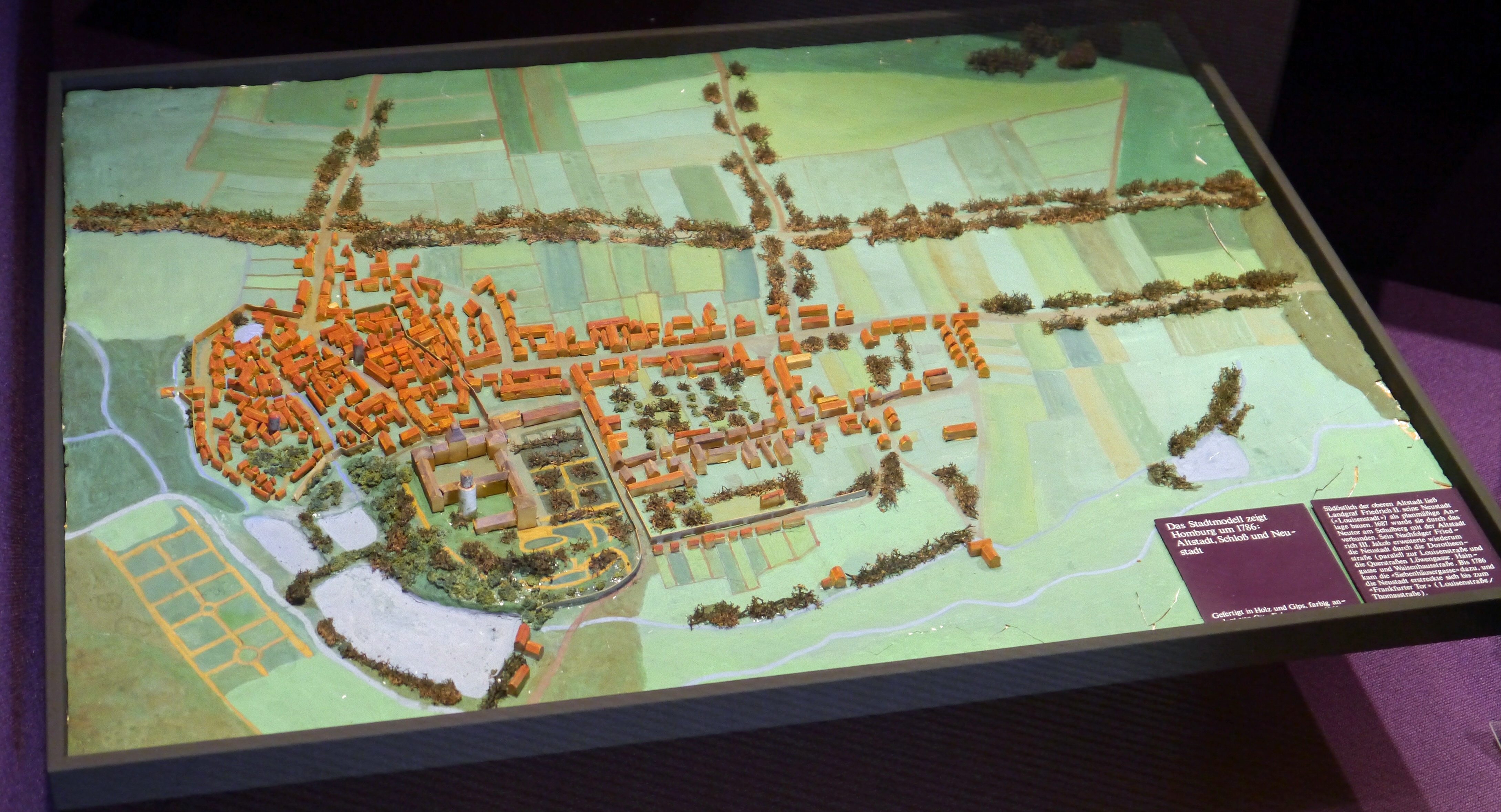
Modell von Homburg um 1786
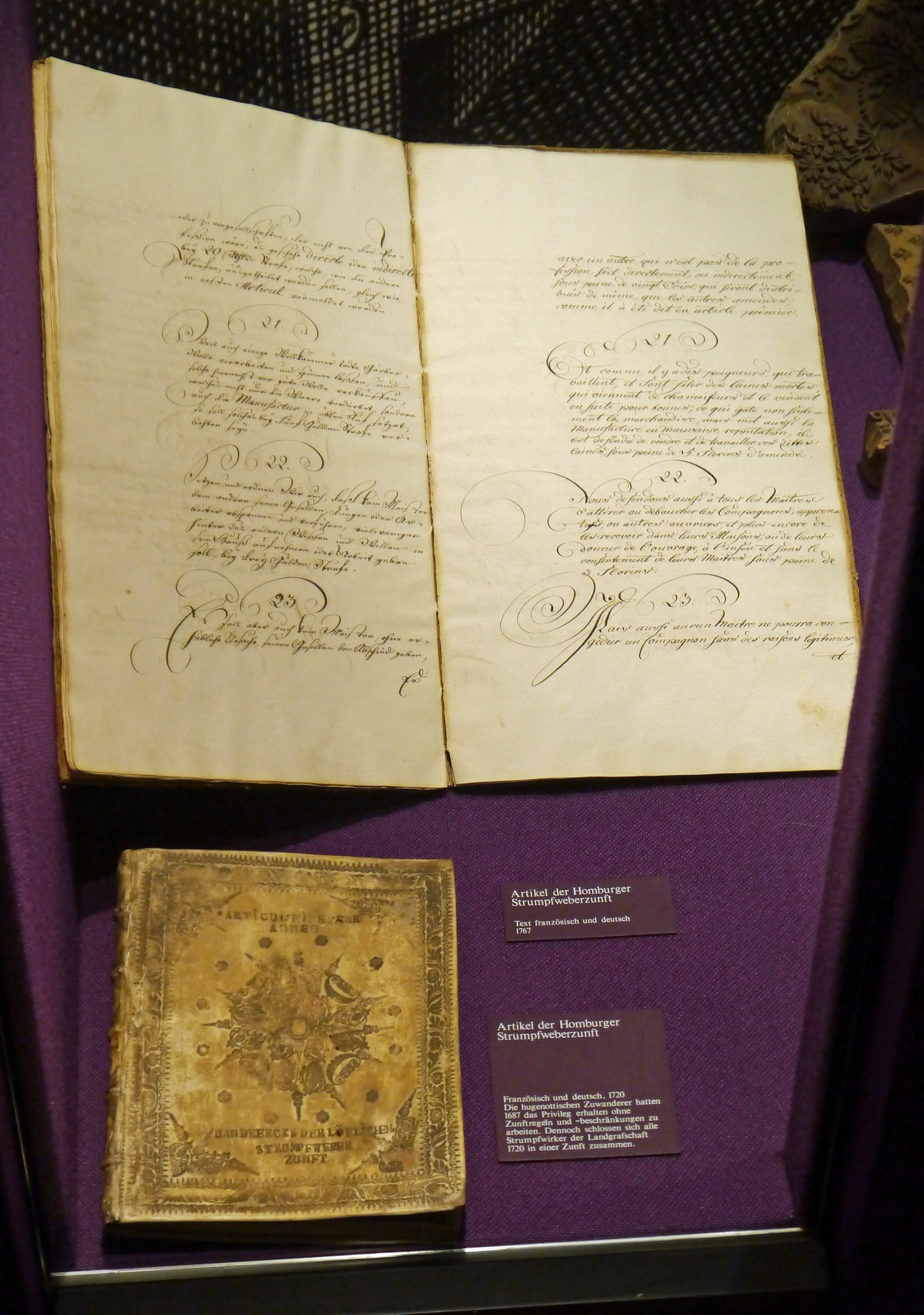
Dokumente der Strumpfweberzunft aus dem 18. Jhd.
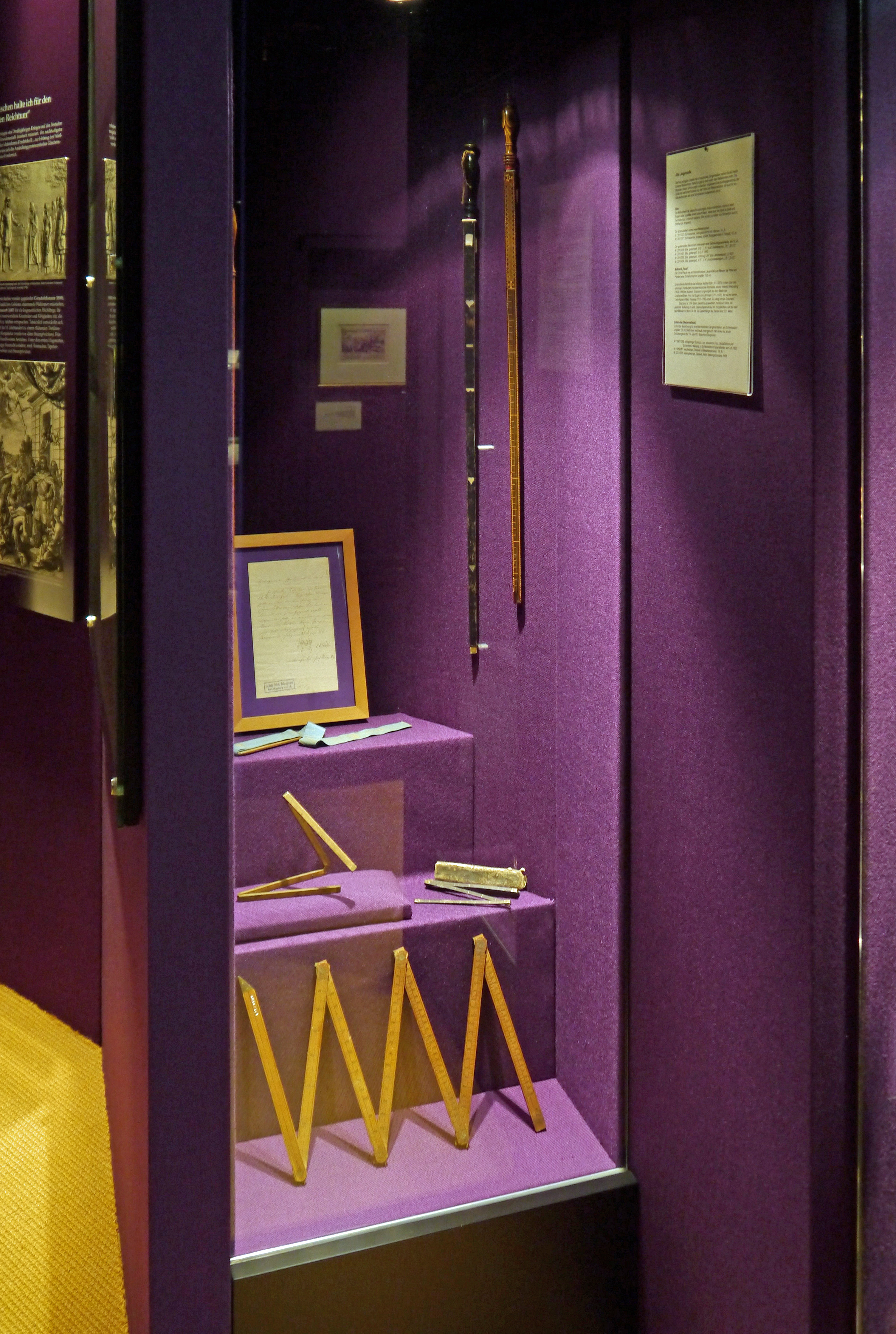
Diverse historische Längenmaße

## Romantik-Zimmer
Im Romantik-Zimmer werden seit 2012 Möbel und Einrichtungsgegenstände aus dem 18. und 19. Jahrhundert ausgestellt.

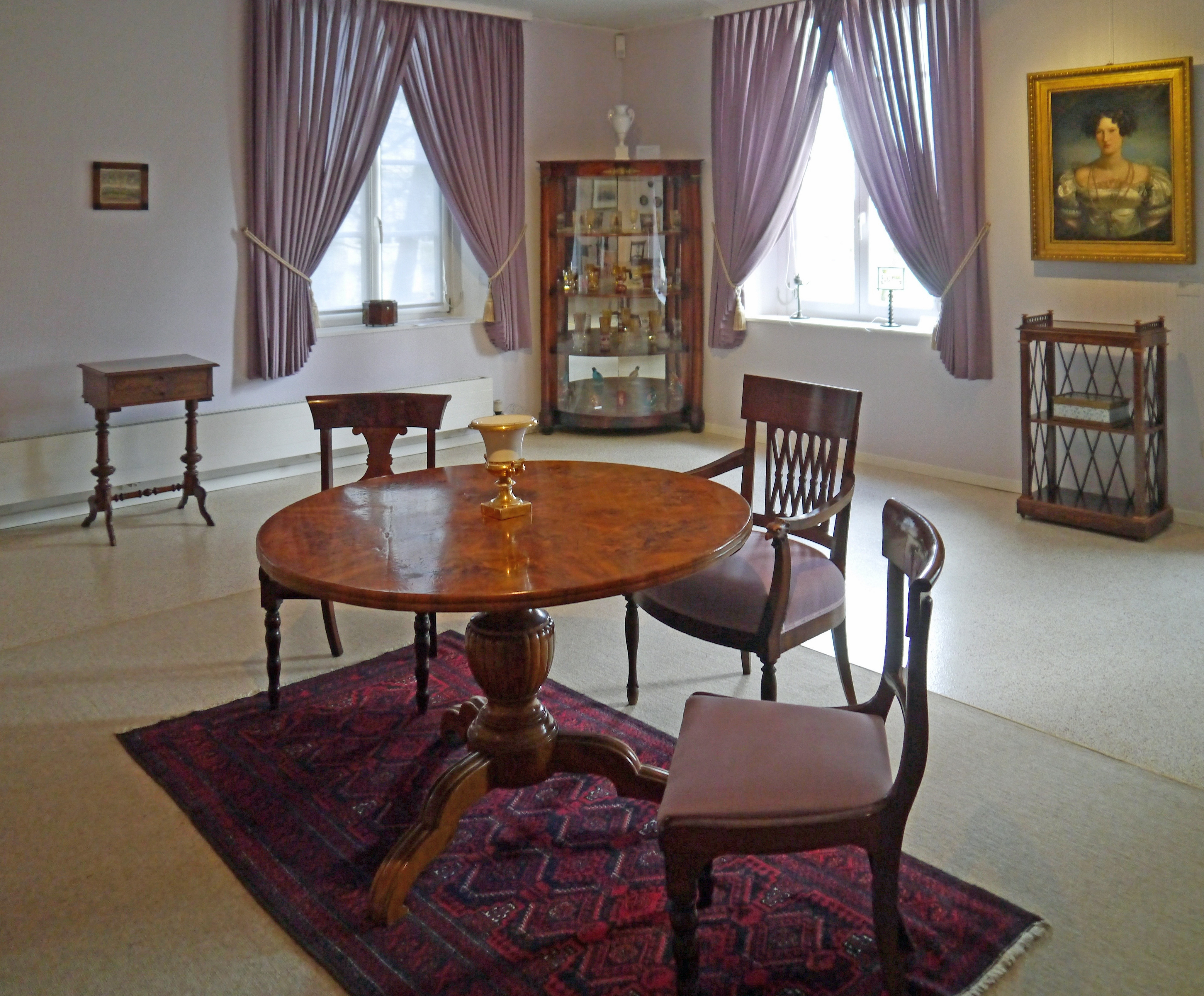
Ausschnitt des Romantik-Zimmers
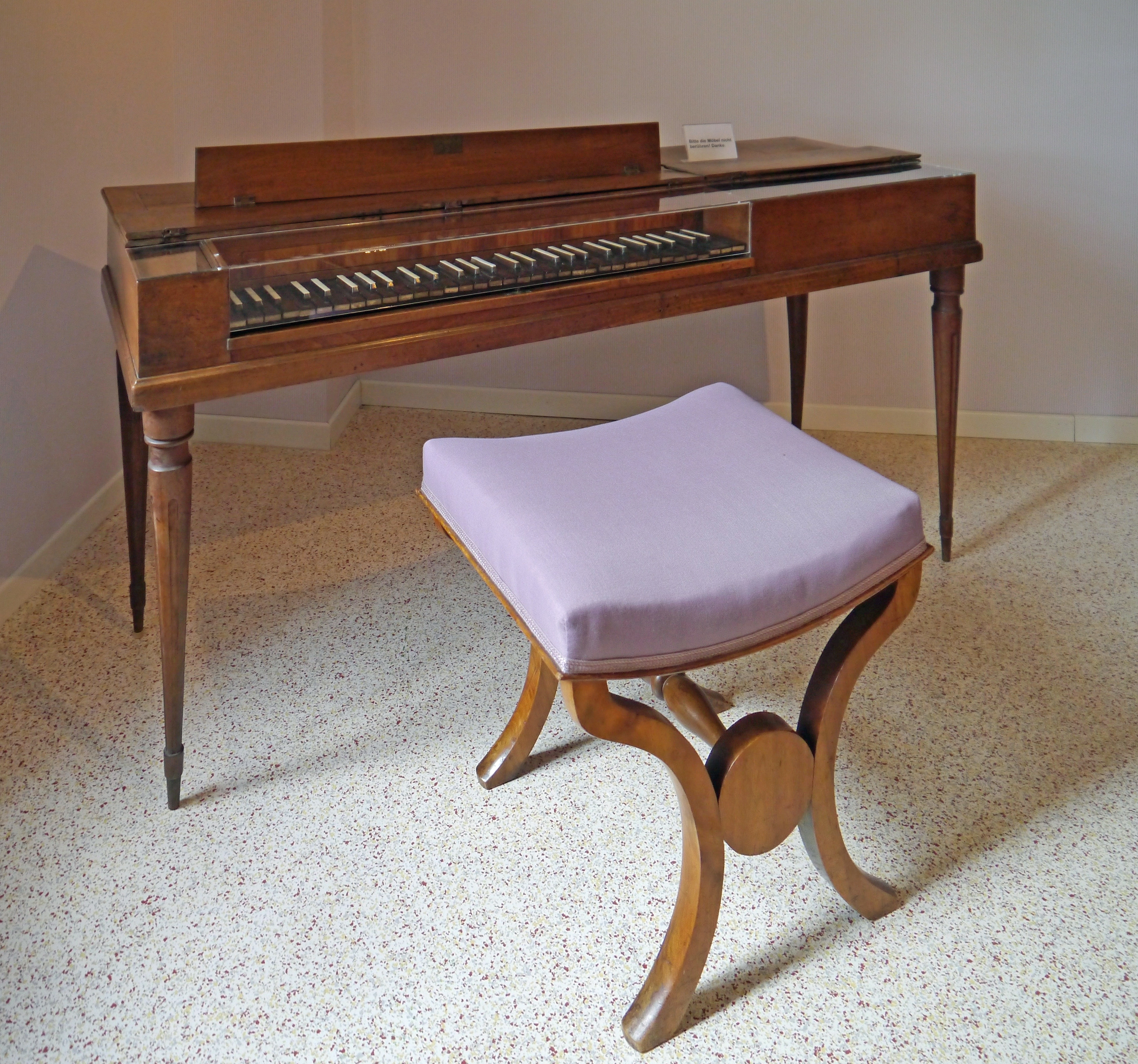
Tafelklavier von 1799
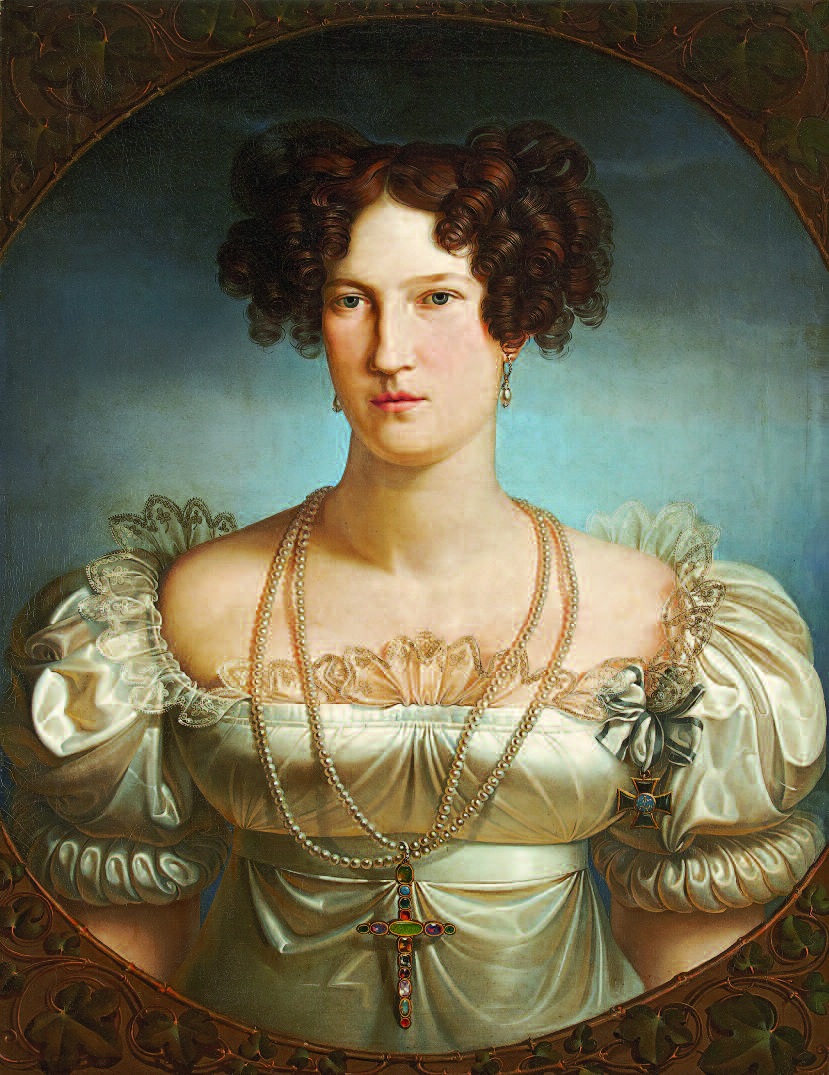
Prinzessin Marianne von Preußen (1830)
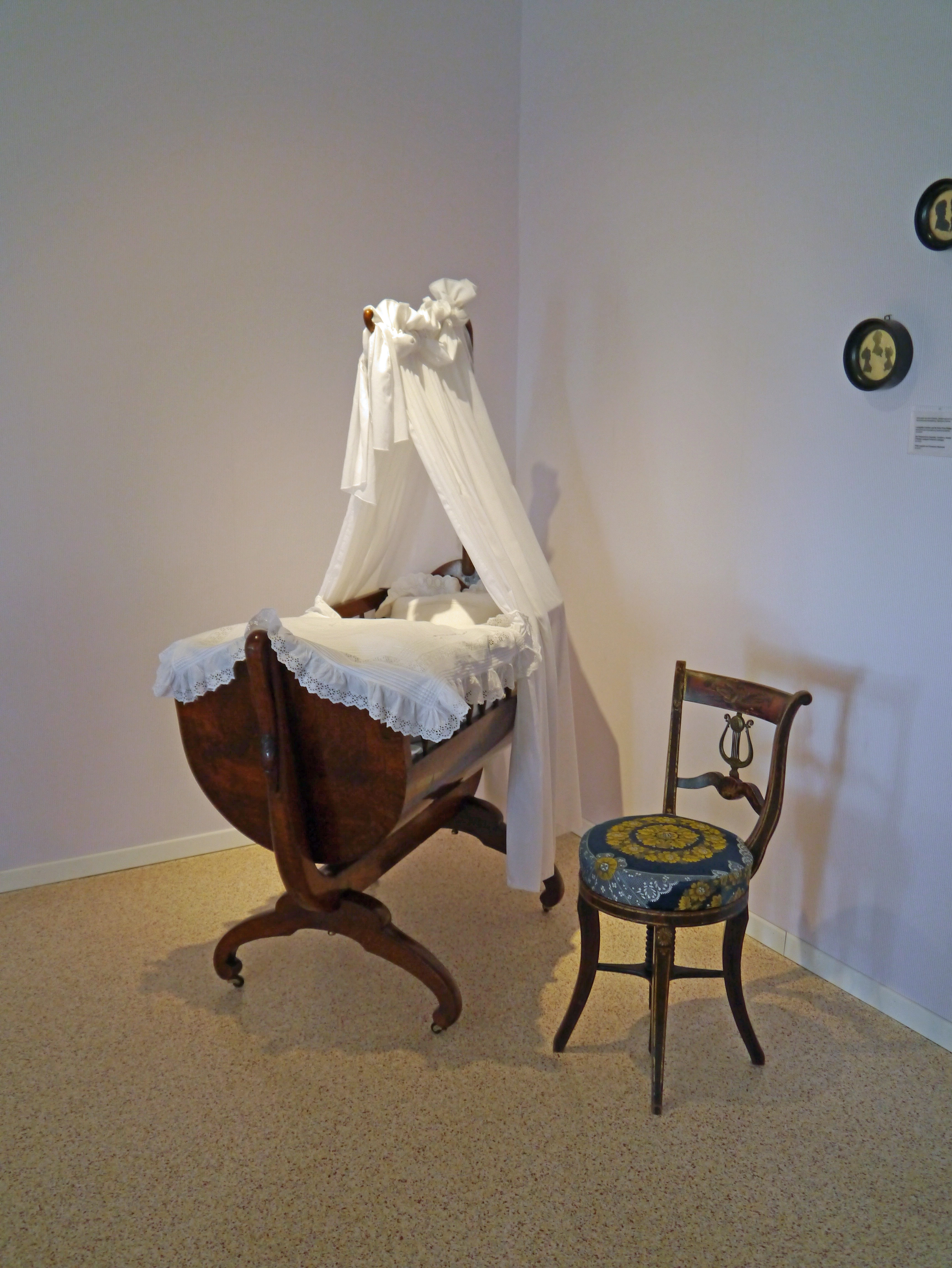
Wiege und Stuhl
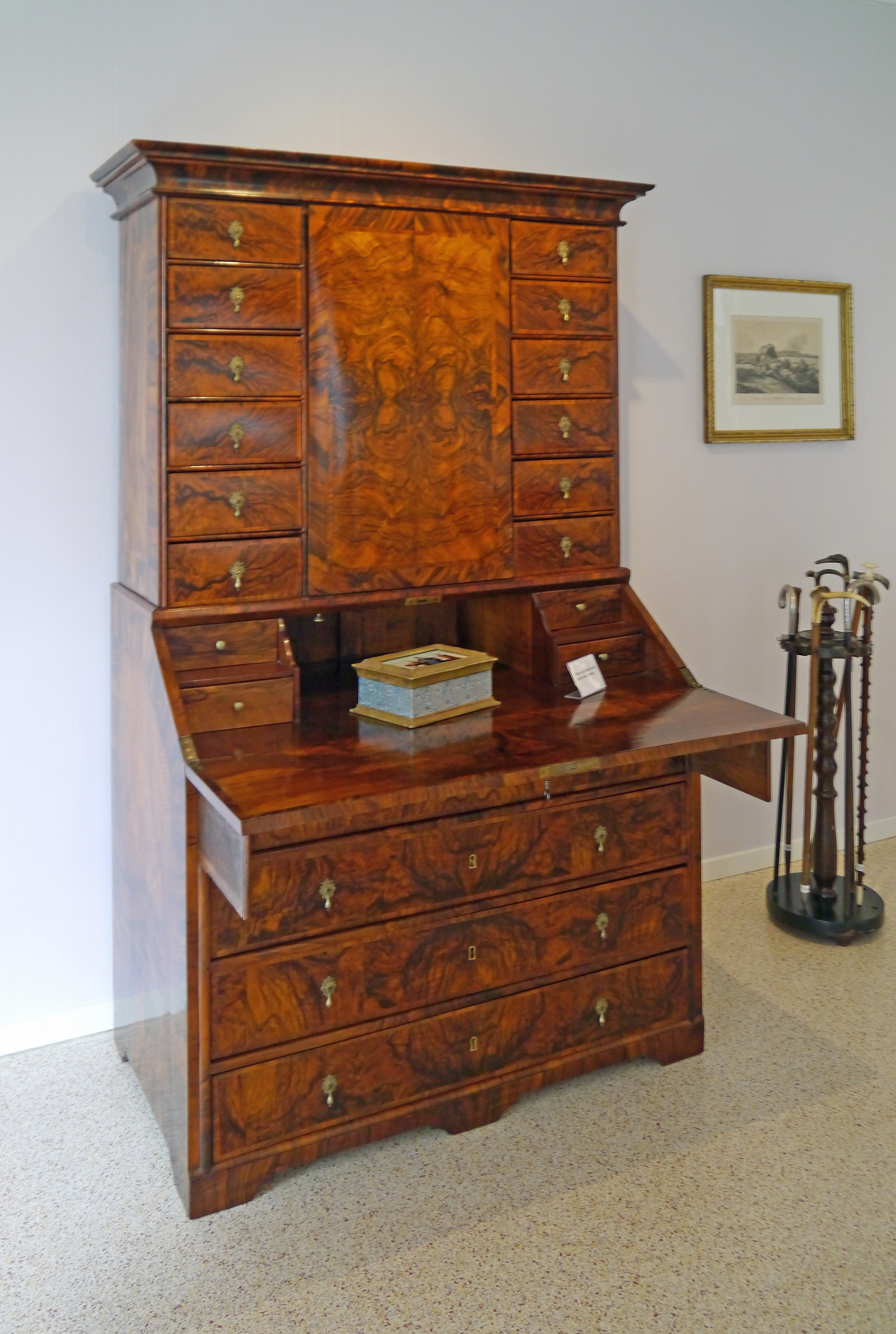
Schreibsekretär von 1780

## Hutmuseum
Das Hutmuseum ist eine Homburger Besonderheit durch die historische Bedeutung der Hutindustrie für die Stadt im Allgemeinen und seine weltweite Berühmtheit durch ein spezielles Hutmodell, den „Homburg“, einen vom Prince of Wales initiierten und in der Homburger Hutfabrik Möckel ab den 1880er Jahren angefertigten Herrenhut.

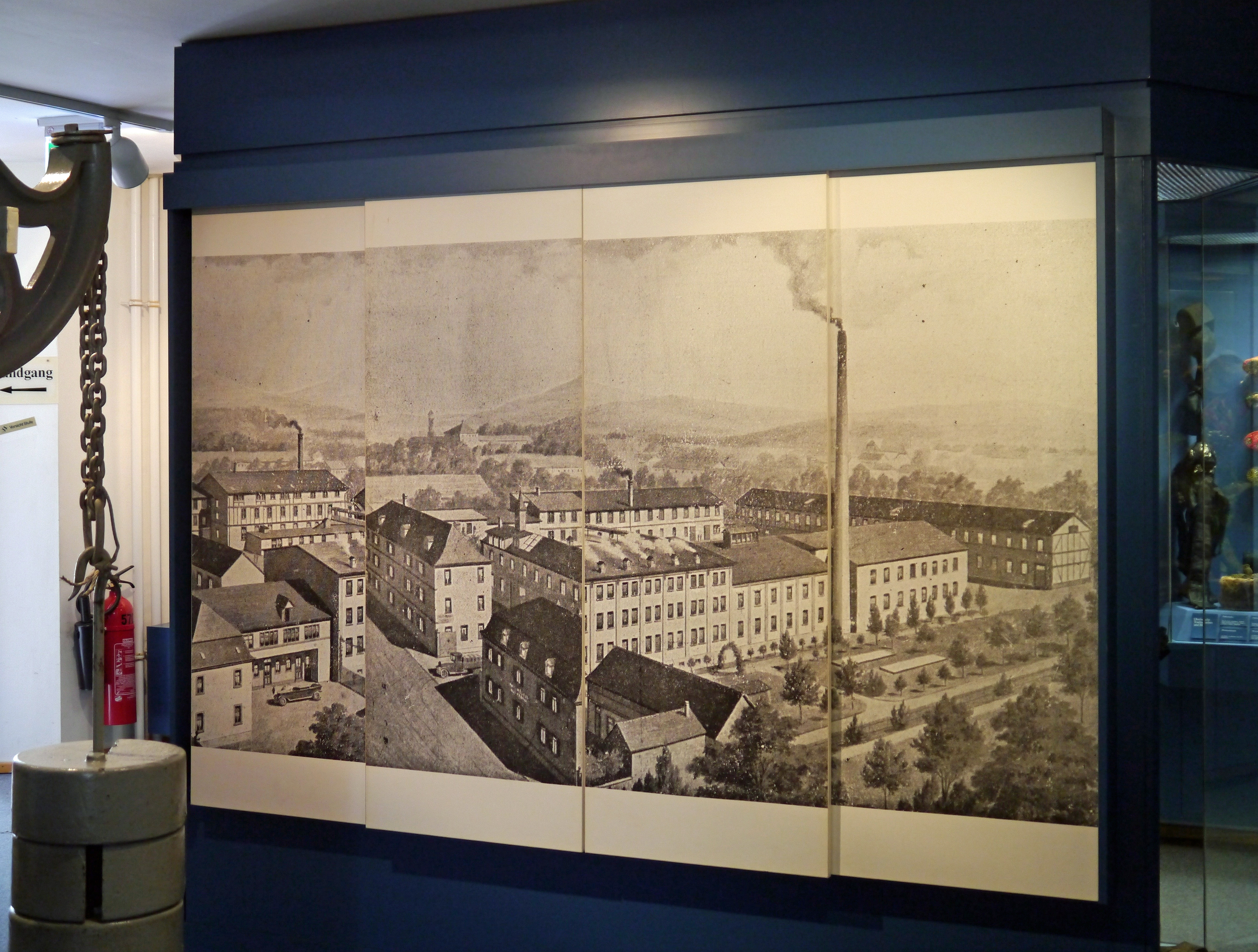
Die Hutfabrik Möckel
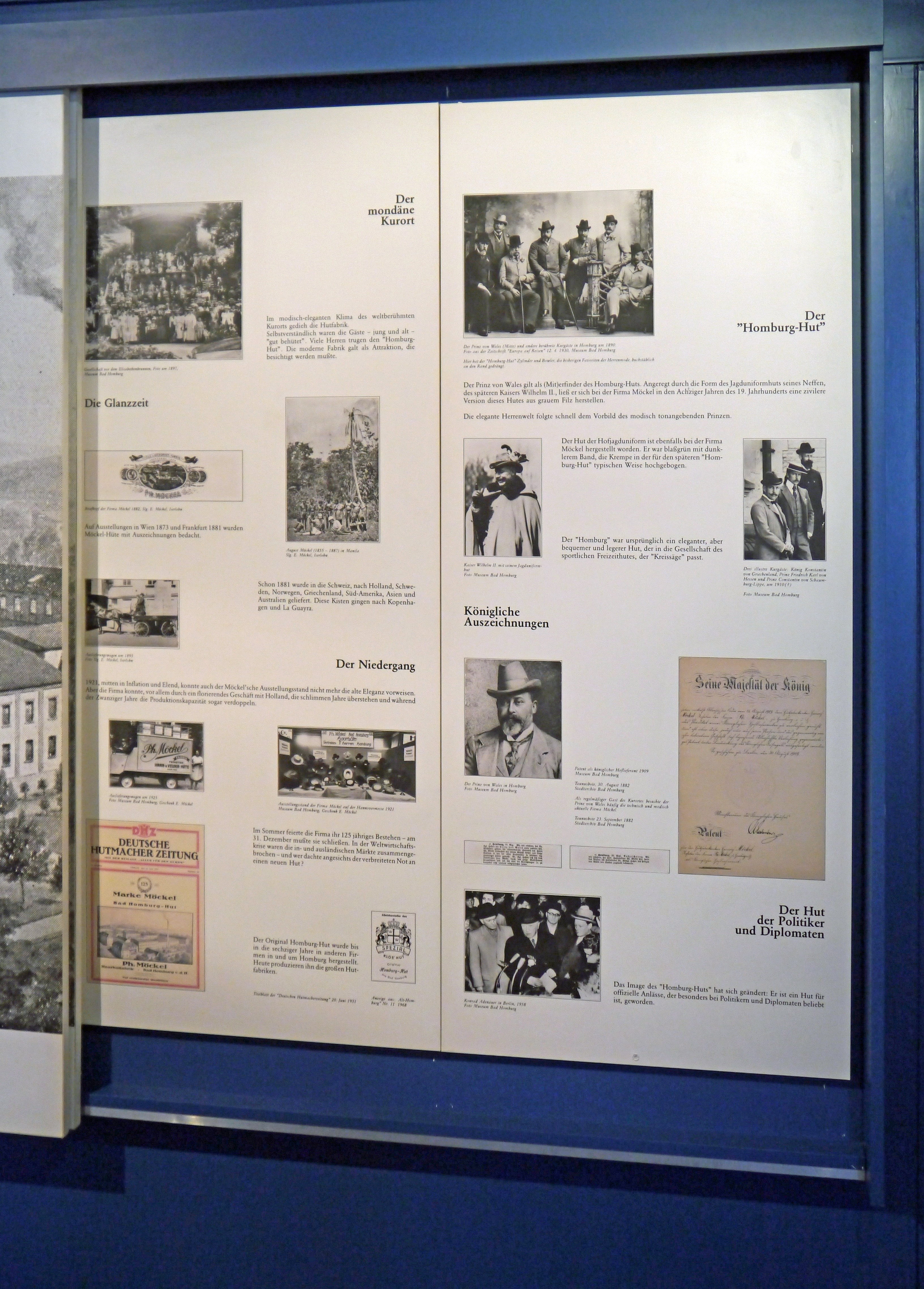
Die Entwicklungsgeschichte des „Homburg“.
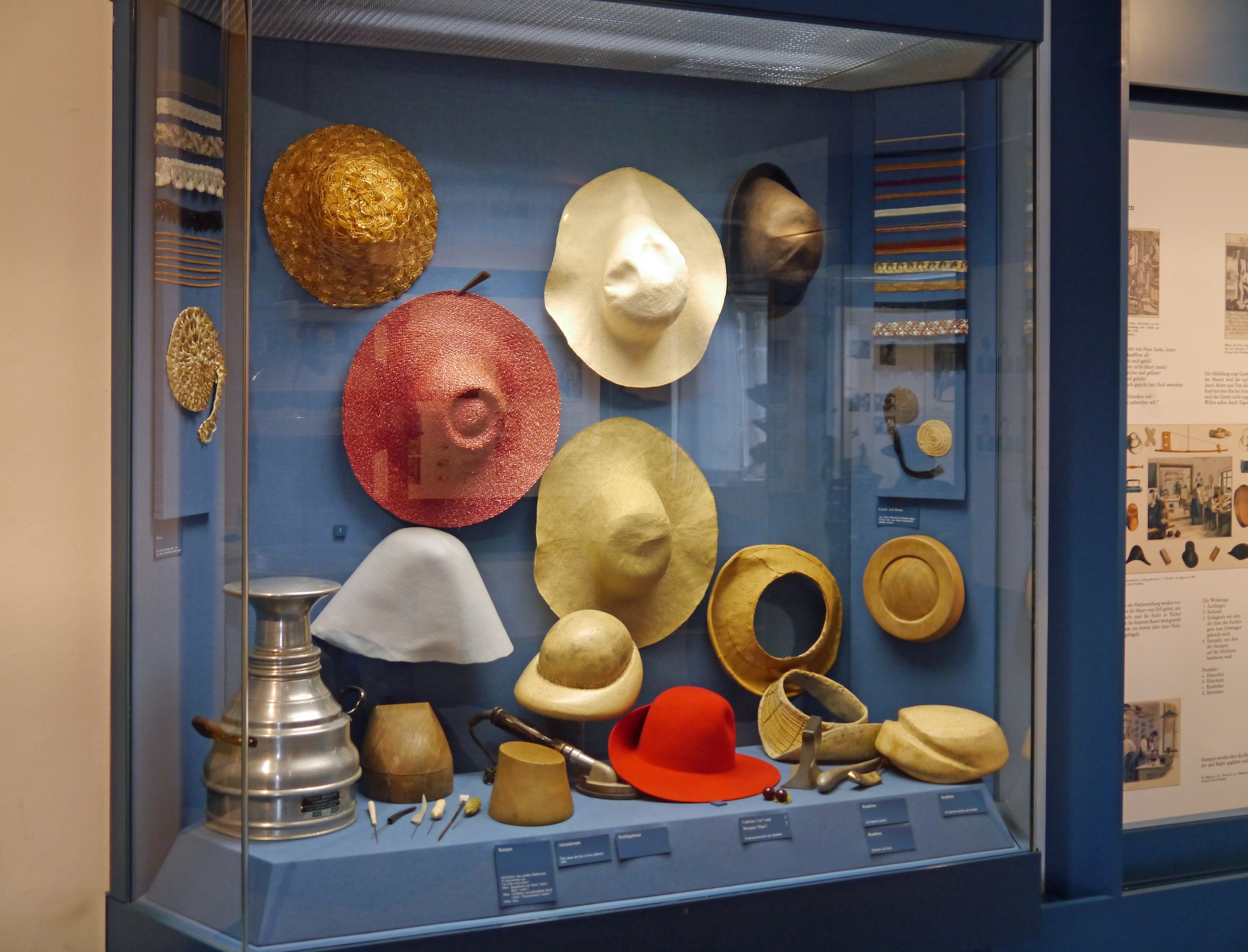
Geräte und Halbzeuge, sowie diverse Stadien der Hutproduktion.
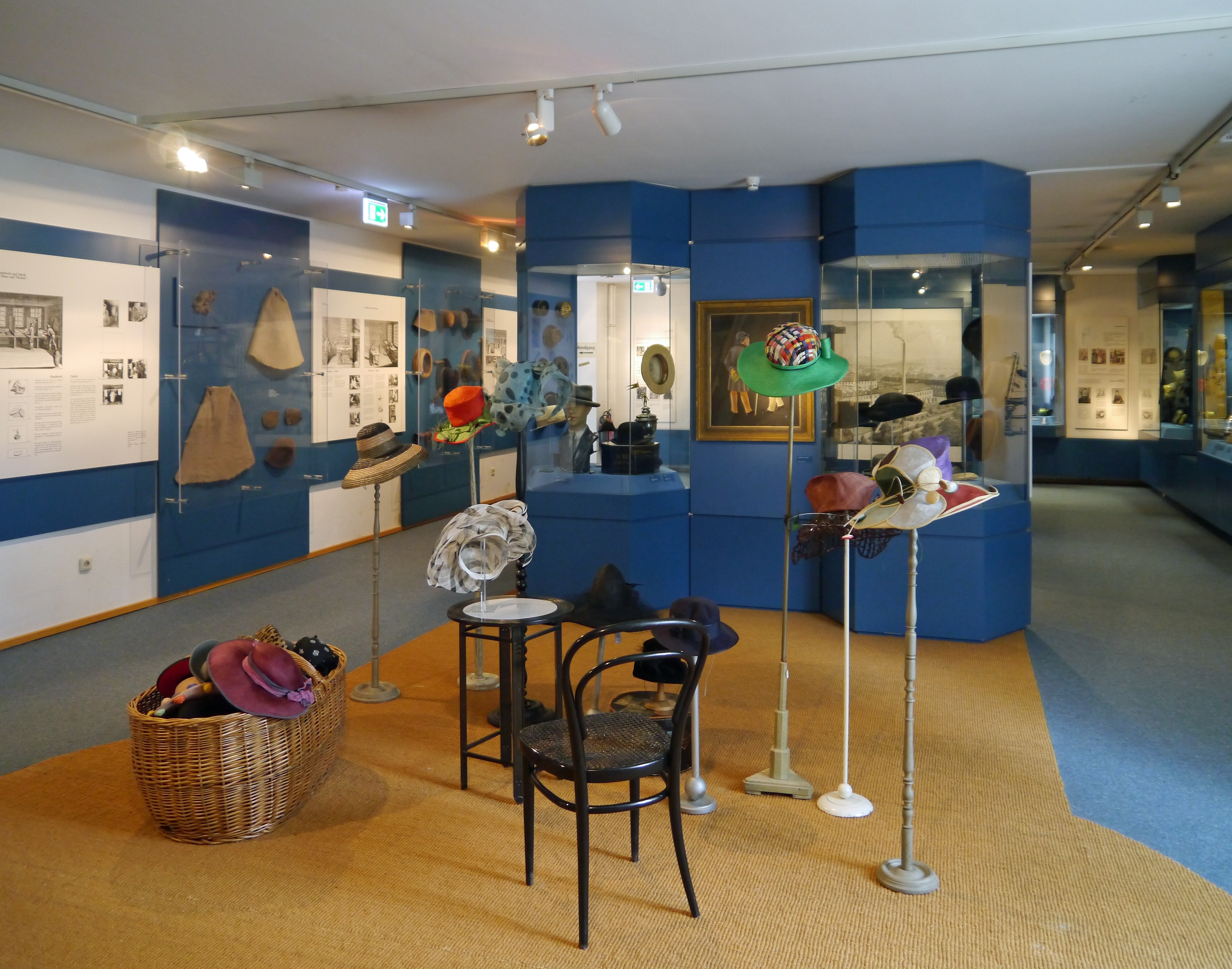
Ausstellungsraum des Hutmuseums

## Skulpturengarten
Der Garten um das Gotische Haus ist als Skulpturengarten mit mehreren Großskulpturen besetzt. Gezeigt werden:
| Bild | Künstler              | Titel          | Jahr | Anmerkung |
| ---- | --------------------- | -------------- | ---- | --- |
|      | Hans Steinbrenner     | „Figur“        | 2005 | 0 |
|      | Hartmut Stielow       | „Ohne Titel“   | 1997 | Teil der ersten Blickachsen-Ausstellung |
|      | Bruce Beasley         | „Spokesman II“ | 1994 | 1994 von Bruce Beasley (geb. 1936 in Los Angeles, USA) aus Bronze geschweißte Skulptur. Die Skulptur war Bestandteil der zweiten Blickachsen-Ausstellung im Jahr 1999. Dann stand sie auf dem Ferdinandsplatz von Bad Homburg. Nun ist sie vor der Südseite des Gotischen Hauses, in dessen Skulpturengarten, ausgestellt. |
|      | Isolde Schmitt-Menzel | Maus           | 2013 | Bronzeskulptur |
|      | Kenny Hunter          | Red Boy        | 2007 | Red Boy von Kenny Hunter stammt aus der Ausstellung „Blickachsen 6“ (2007), war dort ein Publikumsmagnet und wurde anschließend durch die Stadt Bad Homburg erworben. Während der Ausstellung stand dieser kleine Junge vor dem Kaiser Wilhelms Bad – gegenüber dem überlebensgroßen, mächtigen Kaiser Wilhelm. Das Kunstwerk war extra für diesen Ort angefertigt worden. Nach dem Ende der Ausstellung konnte es aber dort nicht bleiben und wurde der Skulpturenallee hinzugefügt. Ende April 2017 wurde die bronzene Statue am Bahnhof abgebaut und anschließend am Gotischen Haus aufgestellt. |

## In der Umgebung

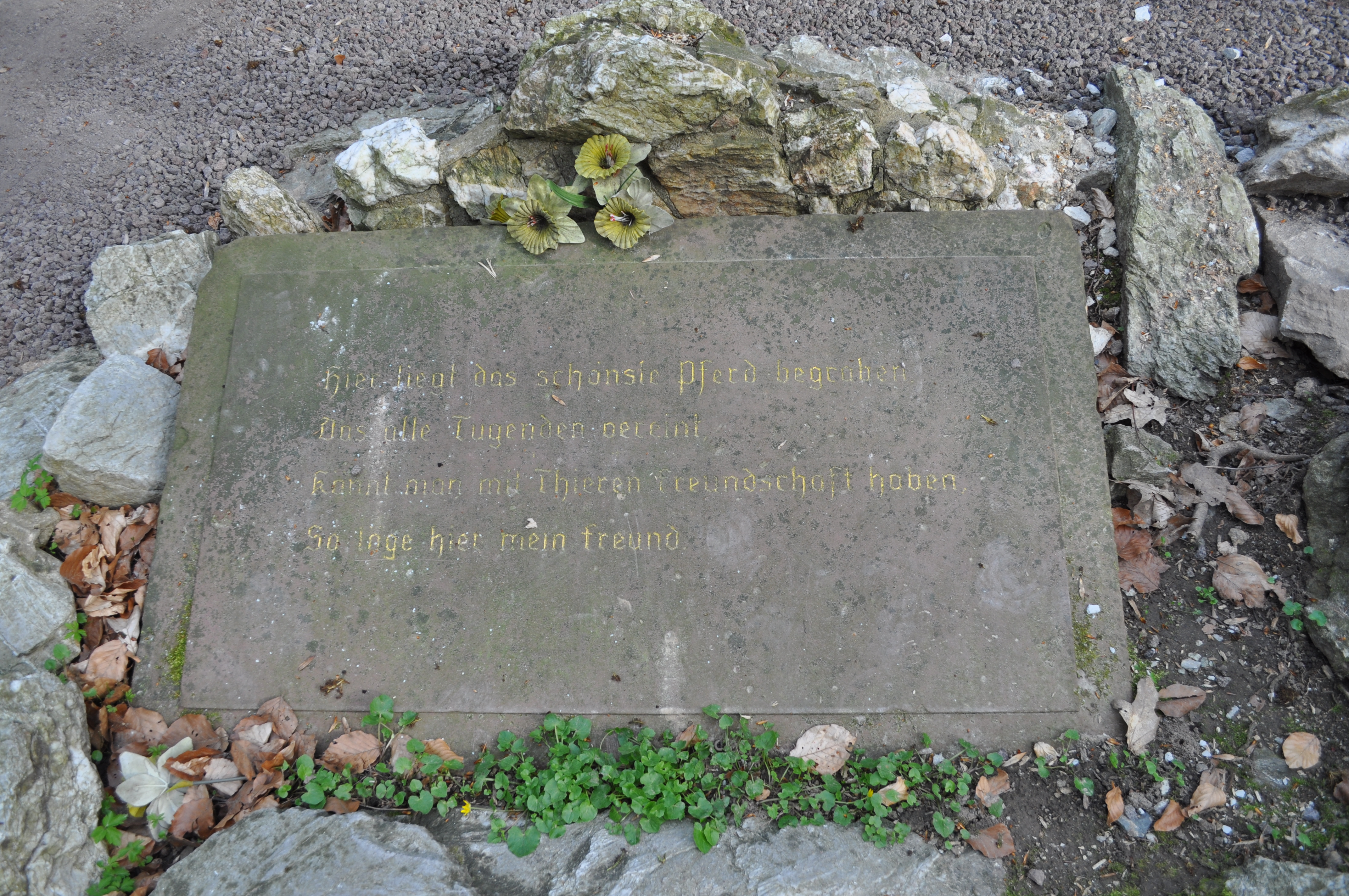
Pferdegrab

Etwa 100 Meter nördlich des Gotischen Hauses liegt das Pferdegrab. Landgraf Friedrich V. schätzte sein Lieblingspferd „Madjar“ so sehr, dass er es 1773 förmlich begraben ließ. Das Pferdegrab wurde mit einer Bronzetafel geschmückt, die ein vom Landgrafen selbst verfasstes Gedicht zeigt:

„Hier liegt das schönste Pferd begraben

das alle Tugenden vereint.

Könnt man mit Thieren Freundschaft haben,

so läge hier mein Freund.“

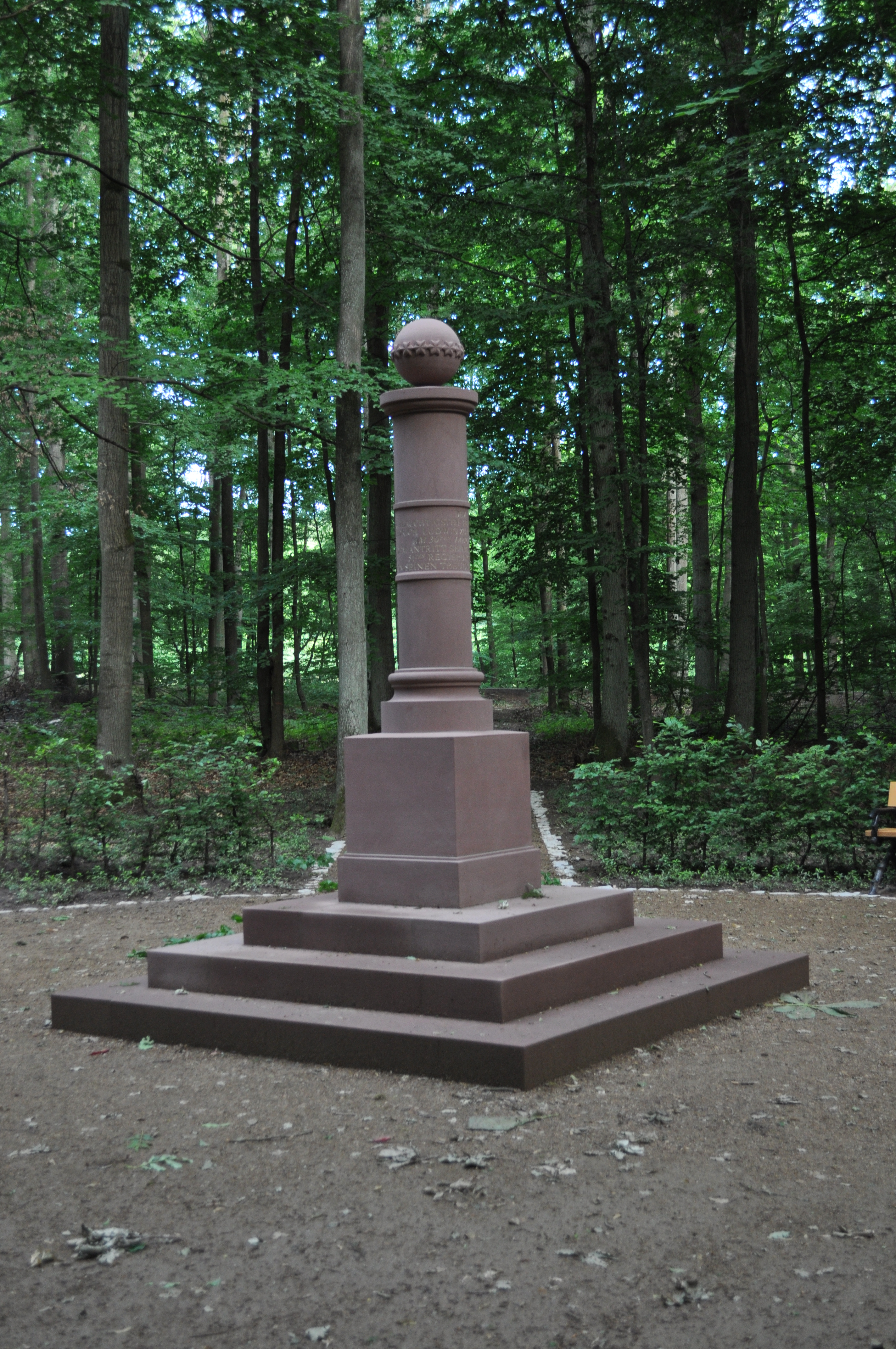
Landgrafensäule

Ein Kiesweg bildet eine Sichtachse vom Gotischen Haus zur Elisabethenschneise, die zum Hirschgarten führt. An diesem Weg wurde 2011 eine Kopie der Landgrafensäule aufgestellt. Das Original dieser Säule stand von 1816 bis 1835 nahe der heutigen Stelle. Seit 1835 befindet sich das Original im Homburger Schloss. Die Säule erinnert an Landgraf Friedrich V.

„Dem

Durchlauchigsten Herren Landgrafen

Friedrich Ludwig zu Hessen Homburg

am 30sten Ianuar 1816

Bey dem Antritts seines 69sten Lebens, und

51sten Regierungsjahres

von seinen treuen Unterthanen“